# Acanthopsyche melanoleuca
Acanthopsyche melanoleuca is een vlinder van de familie van de zakjesdragers (Psychidae). De wetenschappelijke naam van deze soort is voor het eerst voorgesteld door Jean Bourgogne in een publicatie uit 1965.
De soort komt voor in Ivoorkust.